# Allan Marques Loureiro
Allan Marques Loureiro (Río de Janeiro, Brasil, 8 de enero de 1991) es un futbolista brasileño que juega en la demarcación de centrocampista en el Botafogo del Campeonato Brasileño de Serie A.

## Trayectoria

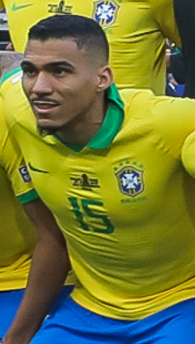
Allan Marques en la final de la Copa América de 2019, antes de enfrentarse a la selección peruana.

### C. R. Vasco da Gama
Allan Marques empezó en las categorías inferiores de dos clubes de su ciudad natal: el Madureira y el Vasco de Gama. Pasó al primer equipo de la entidad blanquinegra en 2009, debutando en la liga profesional el 5 de septiembre, en el partido de Série B brasileña entre Vasco de Gama y Atlético Goianiense. Anotó su primer gol el 26 de octubre de 2011, en el partido de Copa Sudamericana 2011 ante el Club Aurora boliviano.

### Udinese Calcio
En 2012 fichó por el Udinese de la Serie A italiana. Se ganó pronto un puesto como titular en el centro del equipo de Údine, debutando contra la Juventus de Turín el 2 de septiembre, con una asistencia para su compañero Lazzari. En sus tres temporadas con el Udinese, Allan totalizó 116 presencias, 2 goles y 14 asistencias.

### S. S. C. Napoli
El 21 de julio de 2015 el carioca fichó por el Napoli. Realizó su primer gol con la camiseta azzurra el 13 de septiembre siguiente contra el Empoli. Una semana después marcó su segundo gol en el partido de local contra Lazio, que finalizó con el contundente resultado de 5 a 0 para los napolitanos. El 4 de octubre marcó el primero de los cuatro goles del Napoli contra el Milan en San Siro. En 2020 ganó la Copa Italia, derrotando a la Juventus de Turín en la final.

### Everton F. C.
El 5 de septiembre de 2020 se hizo oficial su traspaso al Everton F. C. inglés.

## Selección nacional
Aunque nacido en Brasil, tiene doble nacionalidad portuguesa-brasileña.[cita requerida] Ha sido internacional con la selección de fútbol sub-20 del Brasil, ganando la Copa Mundial Sub-20 de 2011.

### Participaciones en categorías inferiores
| Mundial                     | Sede     | Resultado | Partidos | Goles |
| --------------------------- | -------- | --------- | -------- | ----- |
| Copa Mundial Sub-20 de 2011 | Colombia | Campeón   | 2        | 0     |

### Participaciones en Copa América
| Torneo            | Sede   | Resultado | Partidos | Goles |
| ----------------- | ------ | --------- | -------- | ----- |
| Copa América 2019 | Brasil | Campeón   | 4        | 0     |

## Estadísticas

### Clubes
Actualizado al último partido disputado el 20 de febrero de 2025.
| Club                         | Div.          | Temporada     | Liga  | Liga  | Estatal | Estatal | Copas nacionales | Copas nacionales | Copas internacionales | Copas internacionales | Total | Total |
| Club                         | Div.          | Temporada     | Part. | Goles | Part.   | Goles   | Part.            | Goles            | Part.                 | Goles                 | Part. | Goles |
| ---------------------------- | ------------- | ------------- | ----- | ----- | ------- | ------- | ---------------- | ---------------- | --------------------- | --------------------- | ----- | ----- |
| C. R. Vasco da Gama · Brasil | 2.ª           | 2008-09       | 14    | 0     | ―       | ―       | ―                | ―                | ―                     | ―                     | 14    | 0     |
| C. R. Vasco da Gama · Brasil | 1.ª           | 2009-10       | 15    | 0     | 0       | 0       | 0                | 0                | ―                     | ―                     | 15    | 0     |
| C. R. Vasco da Gama · Brasil | 1.ª           | 2010-11       | 19    | 0     | 10      | 0       | 12               | 0                | 7                     | 1                     | 48    | 1     |
| C. R. Vasco da Gama · Brasil | 1.ª           | 2011-12       | 4     | 0     | 10      | 1       | 0                | 0                | 5                     | 0                     | 19    | 1     |
| C. R. Vasco da Gama · Brasil | Total club    | Total club    | 52    | 0     | 20      | 1       | 12               | 0                | 12                    | 1                     | 96    | 2     |
| Udinese Calcio · Italia      | 1.ª           | 2012-13       | 36    | 0     | ―       | ―       | 1                | 0                | ―                     | ―                     | 37    | 0     |
| Udinese Calcio · Italia      | 1.ª           | 2013-14       | 33    | 0     | ―       | ―       | 4                | 0                | 4                     | 0                     | 41    | 0     |
| Udinese Calcio · Italia      | 1.ª           | 2014-15       | 35    | 1     | ―       | ―       | 3                | 1                | ―                     | ―                     | 38    | 2     |
| Udinese Calcio · Italia      | Total club    | Total club    | 104   | 1     | 0       | 0       | 8                | 1                | 4                     | 0                     | 116   | 2     |
| S. S. C. Napoli · Italia     | 1.ª           | 2015-16       | 35    | 3     | ―       | ―       | 2                | 0                | 6                     | 0                     | 43    | 3     |
| S. S. C. Napoli · Italia     | 1.ª           | 2016-17       | 29    | 1     | ―       | ―       | 2                | 0                | 8                     | 0                     | 39    | 1     |
| S. S. C. Napoli · Italia     | 1.ª           | 2017-18       | 38    | 4     | ―       | ―       | 2                | 0                | 10                    | 0                     | 50    | 4     |
| S. S. C. Napoli · Italia     | 1.ª           | 2018-19       | 33    | 1     | ―       | ―       | 2                | 0                | 12                    | 0                     | 47    | 1     |
| S. S. C. Napoli · Italia     | 1.ª           | 2019-20       | 23    | 2     | ―       | ―       | 4                | 0                | 6                     | 0                     | 33    | 2     |
| S. S. C. Napoli · Italia     | Total club    | Total club    | 158   | 11    | 0       | 0       | 12               | 0                | 42                    | 0                     | 212   | 11    |
| Everton F. C. Inglaterra     | 1.ª           | 2020-21       | 24    | 0     | ―       | ―       | 2                | 0                | ―                     | ―                     | 26    | 0     |
| Everton F. C. Inglaterra     | 1.ª           | 2021-22       | 28    | 0     | ―       | ―       | 3                | 0                | ―                     | ―                     | 31    | 0     |
| Everton F. C. Inglaterra     | Total club    | Total club    | 52    | 0     | 0       | 0       | 5                | 0                | 0                     | 0                     | 57    | 0     |
| Total carrera                | Total carrera | Total carrera | 366   | 12    | 20      | 1       | 37               | 1                | 58                    | 1                     | 481   | 15    |

## Palmarés

### Campeonatos nacionales
| Título                                     | Club                | País                   | Año  |
| ------------------------------------------ | ------------------- | ---------------------- | ---- |
| Copa de Brasil                             | C. R. Vasco da Gama | Brasil                 | 2011 |
| Copa Italia                                | S. S. C. Napoli     | Italia                 | 2020 |
| Copa de Liga de los Emiratos Árabes Unidos | Al-Wahda F. C.      | Emiratos Árabes Unidos | 2024 |
| Campeonato Brasileño                       | Botafogo F. R.      | Brasil                 | 2024 |

### Campeonatos internacionales
| Título                       | Club (*)                   | País      | Año  |
| ---------------------------- | -------------------------- | --------- | ---- |
| Mundial sub-20               | Selección sub-20 de Brasil | Colombia  | 2011 |
| Copa América                 | Selección de Brasil        | Brasil    | 2019 |
| Copa Libertadores de América | Botafogo F. R.             | Argentina | 2024 |

(*) Incluyendo la selección.